# شعيب بن أحمد
شعيب بن أحمد هو ابن أحمد بن عمر وثامن أمراء إمارة كريت. تولى الإمارة عند وفاة والده عام 940 ميلادية تقريباً حتى وفاته عام 943، لتكون بذلك مدة حكمه الأقصر في تاريخ الإمارة. لا يُعرف الكثير عن عهده، لكنّ بعض القطع النقدية التي سُكّت في عهده ما زالت محفوظةً. توفي الأمير شعيب عام 943، وخلفه في الحكم أخوه علي.